# تاریخ‌نگاری صدر اسلام

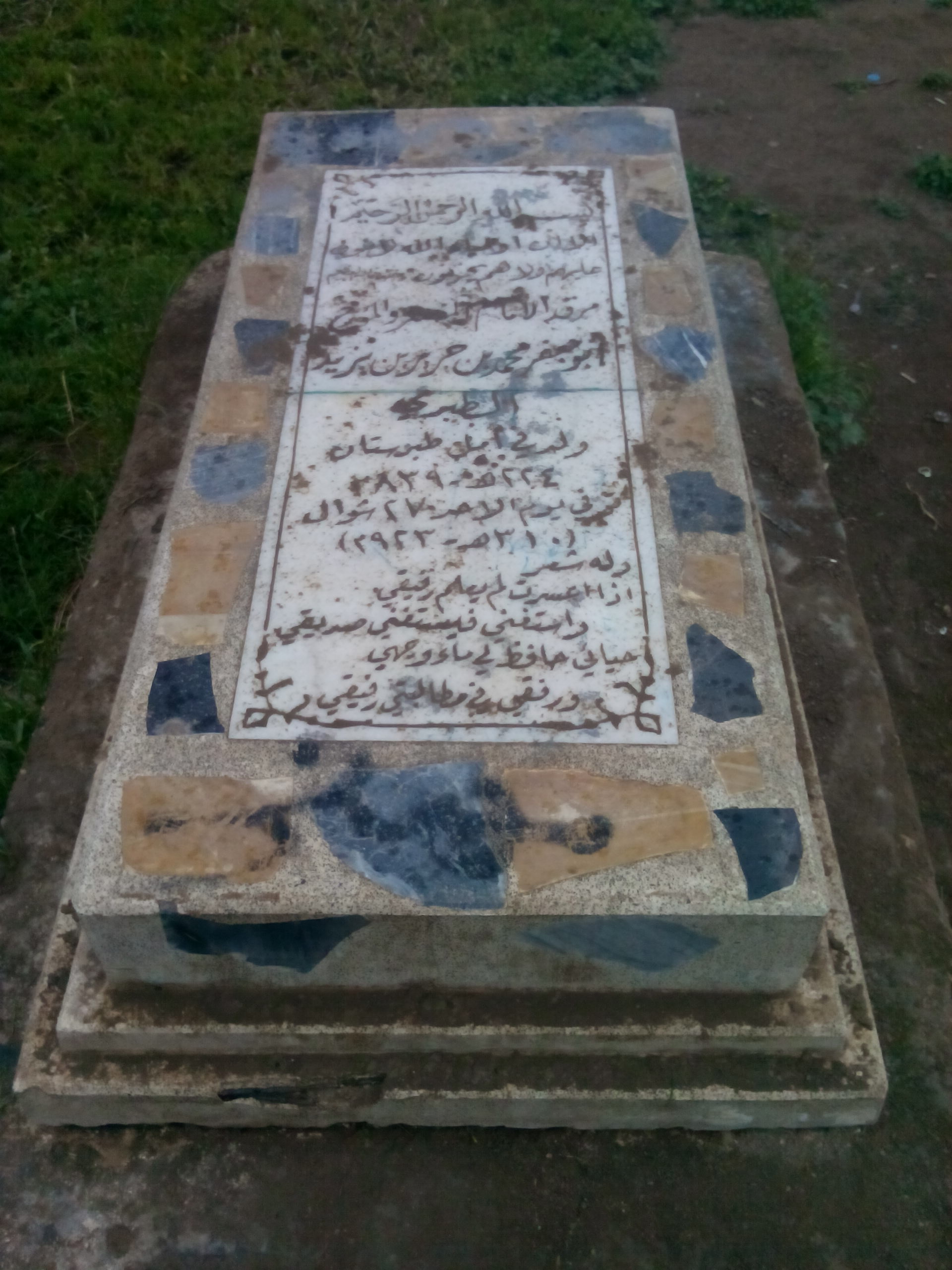
سنگ‌مزار محمد بن جریر طبری

تاریخ‌نگاری دوران آغازین اسلام شامل فعالیت‌های مربوط به بررسی منابع اولیه تاریخی موجود در رابطه با حوادث و رویدادهای سده‌های نخستین اسلامی و البته بررسی انتقادی این منابع اولیه می‌شود. منظور از منابع اطلاعاتی و تاریخی اولیه، قرآن، حدیث، سیره و متون و نوشتارهای آغازین و متقدم دیگر مانند آنهاست.
مطالعه انتقادی منابع مشتمل بر دو رویکرد کلی است. نخست رویکرد درون تمدنی که طی سده‌ها توسط دانشمندان مسلمان جهت شناخت و بررسی منابع انجام شده است و شامل دانش تفسیر قرآن، علم حدیث و روش‌ها و طرق بررسی منابع تاریخی می‌شود. دوم، رویکرد برون تمدنی است که طی سه سده اخیر توسط شرق شناسان شکل گرفته است.

## منشأ تاریخ‌نگاری مسلمانان
بنا به گزارش‌های موجود، نخستین فعالیت منسجم، فشرده و سراسری (دربرگیرنده حوادث و وقایع رخ‌داده در سرتاسر حیات پیامبر عرب؛ از ابتدا تا انتهای آن) در ارتباط با نگارش سیره و سرگذشت پیامبر اسلام، متعلق است به فردی به نام محمد بن اسحاق؛ که گفته می‌شود عبدالملک بن هشام حمیری بعدها آن را تهذیب، تلخیص، ویرایش و دستکاری و جرح و تعدیل کرده و اثر یاد شده را دیگر بار در شکل و قالبی نسبتاً متفاوت عرضه داشته است. سیره ابن اسحاق  مفقود شده و امروزه در دسترس نیست و ما تنها از طریق سیره نوشته ابن هشام از محتویات و مطالب عمده و چهارچوب و استخوان‌بندی کلی آن اطلاع داریم.
ابومخنف (درگذشته به سال ۱۵۷ ه.ق/۷۷۴ م.) و سیف بن عمر که هر دو در زمینهٔ روایات تاریخی فعالیت‌های فوق‌العاده‌ای داشته‌اند، به ترتیب دارای ۴۰ و ۳۰ اثر هستند. مورخی دیگر به نام ابوالحسن مدائنی، که در همین دوران می‌زیست (متولد ۱۶۱ه.ق/۷۵۲ م. و درگذشته بین سال‌های ۲۲۴ه.ق تا۲۲۸ه.ق )، یحتمل ۲۰۰ کتاب نوشته است. ظاهراً از میان این کتاب‌ها، تنها ۲ اثر باقی‌مانده که یکی از آن‌ها ناقص است. اما مدائنی مورد توجه تاریخ‌نگاران بعدی قرار گرفته است و آثارش به ویژه در زمینه فتوحات، تا دوران‌های متاخر منتقل گردیده است. نه تنها این آثار، بلکه تعداد زیادی از آثار وی، چه از لحاظ وسعت محدوده (زندگی محمد، فتوحات، رخدادهای جنگ‌های داخلی اول و دوم، زندگی حاکمان و شورشیان و…) و چه از لحاظ تنوع (روایات کوتاه و بلند، فهرست اسامی اشخاص، سخنان، خطبه‌ها، گزارش‌های مختلف و…) بسیار تأثیرگذار بوده و شاید دارای سلسله مراتب نسخه‌ها (مانند آثار کوچکتری چون کتاب بزرگ روایات در مورد خلفا و آثار کاملتری چون کتاب مختصر در مورد خوارج) بوده باشند. اگر این درست باشد، اسناد این چنینی حاکی از آن است که تاریخ‌نگاری از قرن ۹ میلادی(قرن۳ هجری) آغاز نگردیده بلکه در آن دوران به بلوغ و شکوفایی رسیده است.
آثار مدائنی، نشان دهندهٔ گرایش‌های گسترده و همچنین تعیین‌کننده سطح دانش ماست. بازنویسی قبلی، بیان گر صحت کافی تحقیقات بعد از آن می‌باشد. مانند کتاب فهرست ابن ندیم که در قرن ۱۰ میلادی(قرن ۴ قمری)تألیف گردید. اطلاعات ما دربارهٔ آثار مدائنی که مرتبط به فتوحات هستند، تحت تأثیر منابع بعدی است که نقل قول‌های آن دوران تاکنون باقی مانده‌اند. خوشبختانه، اسناد با کیفیت تری را در اختیار داریمِ؛ مانند کپی‌های اخیر از کارهایی که به محققان برجسته در اواخر قرن ۸ و اوایل قرن ۹ میلادی(مطابق با اواخر قرن دوم و اوایل قرن سوم هجری) نسبت داده می‌شود. به نظر می‌رسد این آثار همان رویکردهایی را منعکس می‌کنند که ما از روایات استنباط کرده بودیم. (به دلایل فعلی، این کارها را معتبر فرض می‌کنم) بنابراین، از تقریباً دو نسل پیش از مدائنی، بخش‌هایی کشف شده جدیدی از یکی از آثار سیف بن عمر در زمینه فتوحات، موجود بوده و از یک نسل پیش از سیف، سیره ابن اسحاق (هر چه در شکل مختصرش) به همراه اثر سه جلدی واقدی (درگذشته به سال۲۰۷ه.ق/ ۸۲۳ م.) به نام المغازی که کاملاً به ده سال آخر زندگی محمد اختصاص داده شده است، وجود دارد. همچنین از میان آثار معاصران مدائنی، می‌توان به اثر سه جلدی ابن سعد (درگذشته به سال ۲۳۰ه.ق/۸۴۵ م.) دربارهٔ مردان و زنان دانشمند اشاره نمود.
آثار مدائنی، به عنوان مهم‌ترین علت رشد صعودی تاریخ‌نگاری مطرح است. این مهم، تبعات خود را به دنبال داشت. از مهم‌ترین این تبعات، می‌توان به تخصصی شدن روایات اخبار اشاره نمود. این مهم باعث تفکیک و جداسازی ژانرهای ادبی و تاریخی گردید. یک مثال خوب از این جداسازیها، پدیدار شدن روایات بیوگرافی محمد هستند؛ که در اصطلاح به آن سیره (در اصطلاح لغوی به معنی راه پیشرفت و تعالی) گفته می‌شود؛ بنابراین می‌بینیم که خاستگاه سیره نبوی، بسیار مبهم است. اما مدارک خوبی وجود دارد که نشان می‌دهد این ژانر، اولین بار با اصطلاح مغازی (در اصطلاح لغوی به معنی لشکر کشی‌ها)، پدیدار شد. مفهوم تخصصی‌تر این کلمه به جنگ‌هایی که محمد پس از مهاجرت به مدینه در مقابل مکیان انجام داد گفته می‌شود. چرا مفهوم واژه مغازی در ابتدای قرن ۹ میلادی، تحت‌الشعاع کلمه سیره قرار گرفت؟ پاسخ این سؤال در افزایش حجم علم و دانش در دسترس دربارهٔ سیره در قرن ۸ و ۹ نهفته است که همهٔ اینها نیازمند دسته‌بندی بودند. به‌طوری‌که سیر صعودی شدیدی در فراگیری حدیث به وجود آمد (یک راوی حدیث در سال ۷۵۰ میلادی با ۵۰ حدیث اگر در قرن بعدش زندگی می‌کرد، ۹۰۰ حدیث روایت می‌کرد) که این مهم باعث به وجود آمدن طبقه‌بندی احادیث شد. همچنین همین سیر صعودی برای اخبار نیز به وجود آمد. (مسئله تاریخ تولد محمد به نظر می‌آید که در این دوران مطرح گردید) که باعث به وجود آمدن کارهایی مجزا در زمینه سیره و مغازی گردید. تمام پاسخ در همان روایاتی نهفته است که ۹۰۰ حدیث ابن مسعود را تشکیل می‌دهند. ابن اسحاق در دورانی می‌زیست که دانش تاریخ اسلامی هنوز محدود بود و محمد هنوز از لحاظ قابلیتش در فراهم کردن سابقه شرعی و به‌طور کلی تر نمونه‌های فرهنگی مورد توجه قرار نگرفته بود. واقدی (درگذشته به سال ۸۲۳ میلادی) به نظر می‌رسد که اولین کسی باشد که مغازی را به مفهوم کلاسیک لشکر کشی‌ها محصور کرد. واقدی در دورانی می‌زیست که دانش در حال پیشرفت و خیز برداشتن بود. در این دوران شخصیت محمد به عنوان قانون‌گذار، شروع به تحت تأثیر قرار دادن شخصیت محمد به عنوان رهبر با ابهت در جنگ‌های مقدس کرده بود. چه کاری بهتر از مصطلح کردن نام سیره به عنوان راه تعالی و پیشرفت می‌توانست این جابجایی را بیان کند؟ واژه‌شناسی همانند دیگر ژانرهای ادبی، تاریخ اجتماعی و سیاسی را بازتاب می‌دهد.
به نوشته دائرةالمعارف بزرگ اسلامی منشأ اصلی تاریخ‌نگاری مسلمانان و مهم‌ترین عامل الهام‌بخش مورخان برای تحقیق و تدوین تاریخ، قرآن و سنت بود که مورخ را برمی‌انگیخت تا راه‌های تعلیل تاریخی را از آموزه‌های اسلام ــ که میان عمل دینی و دنیوی تفاوتی قائل نیست ــ فراگیرد. اسلام به تاریخ چنان نگریسته است که گویی پدیده‌های تاریخی و اعمال و اندیشه‌های بشر در طول تاریخ بر یک بستر می‌لغزد. از این منظر اعمال و اندیشه‌های افراد و جوامع همان‌طور که از گذشته برآمده، به آینده نیز پیوسته است و تاریخ گذشته، جهات حرکت تاریخ آینده را تعیین می‌کند و از این‌روست که موضع اسلام نسبت به تاریخ را تحسنی و بهبودگرایانه دانسته‌اند؛ یعنی خواست و عمل فرد و امت هرچه به اراده خدا نزدیک‌تر شود، خود رستگاری بیشتری را موجب خواهد گردید.
به گفته نولدکه تاریخ‌نگاری ایرانی هم از جنبهٔ روش و شیوهٔ تدوین، و هم از لحاظ محتوا و مضامین، در توجیه اندیشهٔ تاریخی و روش تاریخ‌نگاری در قلمرو اسلام تأثیری بزرگ داشت. انبوه روایات ایرانی و شیوه بیان و عرضه تاریخی آن‌ها که در آثار مورخان برجسته قرون اولیه اسلامی آمده، موید این تأثیر است.
نخستین بار این آثار برای خلیفه معروف اموی، هشام بن عبدالملک از پهلوی به عربی ترجمه شد و بر تاریخ‌نگاری اسلامی شام تأثیر گذاشت. مشهورترین منبع تاریخی ایرانی که به عربی ترجمه شده و تقریباً مورد استناد تمامی مورخانی واقع گردیده که به تاریخ ایران توجه داشته‌اند، کتاب خدای‌نامه است که با عنوان سیرالملوک، چند بار از پهلوی به عربی ترجمه یا تهذیب شد. نیکلسن اندیشه و روش تاریخ‌نگاری اسلامی را اساساً منبعث از این کتاب دانسته است. دو کتاب آیین‌نامه و گاهنامه یا طبقات الاشراف هم از دیگر کتب ایرانی است که به عربی ترجمه شد و مورد استناد مورخان قرار گرفت.
همچنین به گفته زرین کوب اولین سرمشق و الگویی که مسلمانان در تاریخ‌نویسی پیدا کردند، خدای‌نامه‌ها بودند، که اساس و بنیان حماسه ملی ایرانیان به‌شمار می‌آمدند.